# 斯塔克爾貝格競爭
斯塔克尔伯格模型由德国经济学家斯塔克爾貝格在20世纪30年代提出，是一个价格领导模型，厂商之间存在着行动次序的区别。

## 理論內容
雖然與古诺模型一样，斯塔克尔伯格模型同樣在讨论生产同质产品的寡头厂商之间如何决定产量，但后者与前者并不一样。
斯塔克尔伯格模型認為产量的决定依据以下次序：领导性厂商决定一个产量，然后跟随厂商可以观察到这个产量，然后根据领导性厂商的产量来决定他自己的产量。需要注意的是，领导性厂商在决定自己的产量的时候，充分了解跟随厂商会如何行动——这意味着领导性厂商可以知道跟随厂商的反应函数。因此，领导性厂商自然会预期到自己决定的产量对跟随厂商的影响。正是在考虑到这种影响的情况下，领导性厂商所决定的产量将是一个以跟随厂商的反应函数为约束的利润最大化产量。在斯塔克尔伯格模型中，领导性厂商的决策不再需要自己的反应函数。

## 实际应用
斯塔克尔伯格的概念已被扩展到动态斯塔克尔伯格博弈。随着时间作为维度的加入，发现了静态博弈中没有的现象，例如领导者违反了最优原则。
近年来，斯塔克尔伯格博弈在安全领域得到了应用。在这种情况下，防御者（领导者）设计了一种保护资源的策略，使得无论攻击者（跟随者）采用何种策略，该资源都能保持安全。 斯塔克尔伯格微分博弈也用于对供应链和营销渠道进行建模。斯塔克尔伯格博弈的其他应用包括异构网络、遗传隐私、机器人学、自动驾驶、和电网。